# Kategoria Superiore (2012/2013)
Sezon 2012/2013 jest 74. sezonem Mistrzostw Albanii w piłce nożnej. Sezon rozpoczyna się 24 sierpnia 2012 roku, a zakończy 11 maja 2013 roku.
Tytuł obroniła drużyna Skënderbeu Korcza.
W tym roku z powodu reorganizacji ligi spadły cztery ostatnie drużyny.

## Drużyny
| Uczestnicy poprzedniej edycji                                                                                 | Uczestnicy poprzedniej edycji | Uczestnicy poprzedniej edycji | Uczestnicy poprzedniej edycji |
| --- | ----------------------------- | ----------------------------- | ----------------------------- |
| SKË | Skënderbeu Korcza             | 1                             |                               |
| TEU | Teuta Durrës                  | 2                             |                               |
| TIR | KF Tirana                     | 3                             |                               |
| FLV | Flamurtari Vlora              | 4                             |                               |
| KAS | Kastrioti Kruja               | 5                             |                               |
| BYL | Bylis Ballsh                  | 6                             |                               |
| VLS | KF Vllaznia                   | 7                             |                               |
| LAÇ | KF Laçi                       | 8                             |                               |
| SHK | KS Shkumbini                  | 9                             |                               |
| Zwycięzca baraży o Kategoria Superiore                                                                        |                               |                               |                               |
| TOM | Tomori Berat                  | 10                            |                               |
| APO | Apolonia Fier                 | 12                            |                               |
| Awans z Kategoria e Parë (2011/2012)                                                                          |                               |                               |                               |
| LUF | Luftëtari                     | 1                             |                               |
| KUK | Kukësi                        | 2                             |                               |
| Awans z Kategoria e Parë po barażach                                                                          |                               |                               |                               |
| BES | Besa Kavaja                   | 4                             |                               |
| Oznaczenia: - kolumna pierwsza – skróty nazw drużyn, - kolumna trzecia – miejsce zajęte w poprzednim sezonie. |                               |                               |                               |

## Tabela
| Lp. | Drużyna        | M  | Z  | R  | P  | B+ | B- | +/– | Pkt | Kwalifikacja lub spadek                      |
| --- | -------------- | -- | -- | -- | -- | -- | -- | --- | --- | -------------------------------------------- |
| 1   | Skënderbeu (M) | 26 | 18 | 4  | 4  | 43 | 14 | +29 | 58  | Liga Mistrzów UEFA • II runda kwalifikacyjna |
| 2   | Kukësi         | 26 | 15 | 7  | 4  | 49 | 25 | +24 | 52  | Liga Europy UEFA • I runda kwalifikacyjna    |
| 3   | Teuta          | 26 | 14 | 6  | 6  | 32 | 24 | +8  | 48  | Liga Europy UEFA • I runda kwalifikacyjna    |
| 4   | Flamurtari     | 26 | 13 | 7  | 6  | 49 | 33 | +16 | 46  |                                              |
| 5   | Tirana         | 26 | 12 | 7  | 7  | 30 | 23 | +7  | 43  |                                              |
| 6   | Vllaznia       | 26 | 11 | 5  | 10 | 30 | 26 | +4  | 38  |                                              |
| 7   | Laçi (P)       | 26 | 11 | 5  | 10 | 32 | 31 | +1  | 38  | Liga Europy UEFA • I runda kwalifikacyjna    |
| 8   | Kastrioti      | 26 | 10 | 4  | 12 | 25 | 35 | −10 | 34  |                                              |
| 9   | Besa           | 26 | 8  | 8  | 10 | 23 | 26 | −3  | 32  |                                              |
| 10  | Bylis          | 26 | 9  | 6  | 11 | 32 | 29 | +3  | 30  |                                              |
| 11  | Shkumbini (S)  | 26 | 7  | 8  | 11 | 18 | 33 | −15 | 29  | Spadek do Kategoria e Parë                   |
| 12  | Tomori (S)     | 26 | 4  | 7  | 15 | 30 | 50 | −20 | 19  | Spadek do Kategoria e Parë                   |
| 13  | Luftëtari (S)  | 26 | 5  | 4  | 17 | 24 | 44 | −20 | 19  | Spadek do Kategoria e Parë                   |
| 14  | Apolonia (S)   | 26 | 1  | 10 | 15 | 16 | 40 | −24 | 13  | Spadek do Kategoria e Parë                   |

1. ↑  Bylis odjęto trzy punkty.

## Wyniki
| Gospodarz \ Gość | APO | BES | BYL | FLA | KAS | KUK | LAÇ | LUF | SKË | SKU | TEU | TIR | TOM | VLL |
| ---------------- | --- | --- | --- | --- | --- | --- | --- | --- | --- | --- | --- | --- | --- | --- |
| Apolonia         |     | 2–1 | 0–1 | 0–0 | 1–1 | 0–0 | 1–1 | 0–3 | 0–1 | 1–1 | 1–2 | 0–0 | 2–2 | 1–3 |
| Besa             | 1–1 |     | 1–3 | 1–0 | 2–0 | 0–2 | 1–2 | 2–0 | 1–1 | 1–1 | 1–0 | 2–1 | 3–0 | 0–0 |
| Bylis            | 3–0 | 1–1 |     | 1–1 | 0–0 | 3–0 | 4–0 | 2–0 | 1–1 | 2–0 | 1–2 | 1–0 | 4–1 | 0–1 |
| Flamurtari       | 3–1 | 0–0 | 3–0 |     | 3–0 | 2–0 | 0–1 | 3–0 | 1–0 | 1–1 | 1–1 | 1–1 | 5–2 | 3–1 |
| Kastrioti        | 4–1 | 2–0 | 2–1 | 3–0 |     | 0–3 | 2–1 | 1–0 | 1–2 | 1–0 | 0–1 | 0–3 | 1–0 | 3–2 |
| Kukësi           | 1–0 | 3–0 | 1–0 | 6–1 | 3–1 |     | 2–1 | 0–0 | 4–3 | 5–1 | 1–1 | 2–1 | 3–1 | 0–0 |
| Laçi             | 1–0 | 1–1 | 3–1 | 1–2 | 3–0 | 1–1 |     | 3–0 | 0–2 | 1–0 | 1–0 | 0–0 | 4–3 | 2–1 |
| Luftëtari        | 3–2 | 0–2 | 1–1 | 2–3 | 2–0 | 1–3 | 0–3 |     | 0–1 | 1–2 | 4–1 | 0–1 | 2–2 | 2–1 |
| Skënderbeu       | 2–0 | 2–0 | 3–0 | 3–1 | 2–0 | 2–0 | 3–0 | 1–0 |     | 2–0 | 0–0 | 2–0 | 4–2 | 0–1 |
| Shkumbini        | 0–0 | 1–0 | 2–1 | 0–3 | 1–1 | 1–1 | 1–1 | 2–1 | 0–1 |     | 0–1 | 1–0 | 2–1 | 1–0 |
| Teuta            | 2–1 | 1–0 | 3–0 | 2–1 | 1–0 | 1–1 | 1–0 | 2–0 | 0–2 | 3–0 |     | 1–1 | 3–1 | 1–0 |
| Tirana           | 2–0 | 1–1 | 2–1 | 3–6 | 0–0 | 1–2 | 2–1 | 2–1 | 1–0 | 3–0 | 1–1 |     | 1–0 | 1–0 |
| Tomori           | 1–0 | 1–0 | 0–0 | 0–2 | 1–2 | 2–5 | 2–0 | 1–1 | 0–0 | 0–0 | 4–1 | 0–1 |     | 2–2 |
| Vllaznia         | 1–1 | 0–1 | 1–0 | 3–3 | 2–0 | 1–0 | 1–0 | 3–0 | 1–3 | 1–0 | 2–0 | 2–1 | 0–1 |     |

1. ↑  Bylis zostało ukarane walkowerem (wynik na boisku 2-2)

## Najlepsi strzelcy
| Bramki | Strzelcy               | Drużyna    |
| ------ | ---------------------- | ---------- |
| 19     | Migen Memelli          | Flamurtari |
| 16     | Lazar Popović          | Kukësi     |
| 12     | Gjergji Muzaka         | Flamurtari |
| 12     | Pero Pejić             | Skënderbeu |
| 11     | Solomonson Izuchukwuka | Bylis      |
| 10     | Sebino Plaku           | Skënderbeu |
| 10     | Daniel Xhafaj          | Teuta      |
| 9      | Igli Allmuça           | Kukësi     |
| 9      | Gilman Lika            | Tirana     |
| 8      | Andi Ribaj             | Apolonia   |
| 8      | Erjon Vuçaj            | Laçi       |

Źródło: soccerway